# Dehgaon
Dehgaon es una localidad de la India situada en el distrito de Raisen, en el estado de Madhya Pradesh. Según el censo de 2011, tiene una población de 7902 habitantes.